# 第三心音
在心臟生理學中，第三心音（英語：Third heart sound，S3）是一種心音，由於其為心動週期第三個出現的心音而得名。第三心音是一種少見的額外心音，發生於主要心音"lub-dub"心音（第一心音與第二心音）的不久之後，是心室舒張早期的快速充盈期結束發生的低頻率，短暫震動。第三心音與心臟衰竭有關。

## 特質
第三心音為單一波，主要血流速度發生改變引起，平均頻率約為10～20赫茲，發生於第二心音結束後的0.12到0.18秒，整體歷時約為0.04秒，產生的聲音有點像“Kentucky”（肯德基）的最後一個音節“-ky”，也可以用短語"SLOSH’-ing-in"來幫助描述(SLOSH S1, -ing S2, -in S3)以及第三心音的病理學，或局部變體的任何其它符號。第三心音的音調比其他心音還低，通常是微弱的，因此使用鐘形聽診器才以較容易聽到。

## 生理
第三心音可以在40歲以前的人和一些訓練有素的運動員且心臟是正常的的人聽到，但正常的人應在中年之前消失，在晚年重新出現這種聲音是不正常的，可能暗示著心臟有嚴重的問題，如心臟衰竭。
血液衝擊心室壁的房室瓣、腱索、乳頭肌。
為心室快速的充盈期。